# La Dormition de la Vierge (Bruegel)
Pour les articles homonymes, voir La Dormition de la Vierge.
La Dormition de la Vierge est un tableau peint par Pieter Bruegel l'Ancien en 1564. Il est conservé dans le musée de Upton House à  Banbury au Royaume-Uni.
L'œuvre est reproduite en gravure par Philips Galle en 1574.